# 8730 Iidesan
8730 Iidesan (1996 VT30) là một tiểu hành tinh vành đai chính được phát hiện ngày 10 tháng 11 năm 1996 bởi T. Okuni ở Nanyo.